# Centro Valle Intelvi
Centro Valle Intelvi är en kommun i provinsen Como i regionen Lombardiet i Italien. Kommunen hade 3 546 invånare (2018).
Kommunen Centro Valle Intelvi bildades den 1 januari 2018 genom en sammanslagning av de tidigare kommunerna Casasco d'Intelvi, Castiglione d'Intelvi och San Fedele Intelvi.